# Chiesa di San Vito al Carrobbio
La chiesa di San Vito al Carrobbio era una chiesa di Milano. L'edificio era situato nell'attuale via San Vito.

## Storia e descrizione
La chiesa, nota in origine come chiesa di San Salvatore, deve il titolo "al Carrobbio" alla vicinanza dell'omonimo luogo della città: la chiese finì per dare il nome alla contrada di San Vito al Carrobbio, oggi chiamata via San Vito. Non è noto tuttavia il motivo del cambio del nome originario.
Sull'aspetto della chiesa è noto che fu pesantemente ristrutturata ed ampliata nel XVII secolo per lo stato rovinoso in cui versava l'edificio. La chiesa restaurata presentava sette altari compreso il maggiore che era ornato con il quadro della Vergine Maria con Gesù Bambino e Giuseppe di Sebastiano Ricci.
La chiesa era titolare dell'omonima parrocchia, soppressa nel 1787 ed accorpata a quella di San Giorgio al Palazzo assieme alla chiesa che fu adibita dapprima a magazzino ed in seguito demolita.